# Pat Hingle
Martin Patterson Hingle, meglio noto come Pat Hingle (Denver, 19 luglio 1924 – Carolina Beach, 3 gennaio 2009), è stato un attore statunitense.
Noto per aver interpretato il Commissario James "Jim" Gordon nella serie di film dedicati a Batman (diretti da Tim Burton e Joel Schumacher tra il 1989 e il 1997). Insieme a Michael Gough, è stato l'unico attore ad aver partecipato a tutta la saga.

## Biografia
Pat Hingle era il figlio di un imprenditore edile,  Clarence Martin Hingle, e di una insegnante di scuola, Marvin Louise Patterson, che divorziarono quando era piccolo. La sua prima esperienza come attore fu in uno spettacolo scolastico all'età di 13 anni.
Dopo aver frequentato alcuni anni l'università del Texas, Hingle abbandona gli studi per potersi arruolare nella Marina degli Stati Uniti, per poi prestare servizio sulla U.S.S. Marshall durante la seconda guerra mondiale. Una volta in congedo, ritornò all'università e iniziò a studiare recitazione.

### L'incidente del 1960
Nel 1960 perse il ruolo da protagonista ne Il figlio di Giuda di Richard Brooks, a causa di un incidente che gli costò quasi la vita; cadde nella tromba di un ascensore bloccato mentre stava cercando di uscire, fratturandosi il cranio, il polso, l'anca e perdendo il dito mignolo della mano sinistra. Fu in pericolo di vita per due settimane e il suo recupero di salute richiese oltre un anno di tempo.

### Cinema
Hingle partecipò a numerosi lavori cinematografici e televisivi a partire dal 1948. Nella sua carriera interpretò principalmente parti di giudici, ufficiali di polizia e altre figure autoritarie. Uno dei suoi ruoli più noti fu quello del padre di Warren Beatty in Splendore nell'erba (1961) di Elia Kazan. Ma probabilmente è più conosciuto come il Commissario James "Jim" Gordon nella serie di film dedicati a Batman (diretti da Tim Burton e Joel Schumacher tra il 1989 e il 1997).
Da citare altre sue partecipazioni in film come: Impiccalo più in alto (1968) di Ted Post, Coraggio... fatti ammazzare (1983) di Clint Eastwood, Brivido (1986) di Stephen King, Alla ricerca della Valle Incantata (1988) di Don Bluth (voce narrante nella versione originale), Rischiose abitudini (1990) di Stephen Frears, Pronti a morire (1995) di Sam Raimi, Shaft (2000) di John Singleton, Ricky Bobby - La storia di un uomo che sapeva contare fino a uno (2006) di Adam McKay.

### Teatro
Pat Hingle fu il primo attore a interpretare il ruolo di Gooper Pollitt, nella prima produzione a Broadway de La gatta sul tetto che scotta di Tennessee Williams.
Interpretò anche la parte di Victor Franz nella prima produzione teatrale de Il prezzo scritto da Arthur Miller. Nel 1997 lavorò nel musical 1776 nella parte di Benjamin Franklin, insieme a Brent Spiner nel ruolo di John Adams.

### Morte
Hingle morì di leucemia all'età di 84 anni, dopo che gli fu diagnosticata la sindrome mielodisplasica nel novembre 2006. Il corpo fu cremato e le sue ceneri furono disperse nell'Oceano Atlantico.

## Vita privata
Si sposò due volte: prima dal 1947 al 1972 con Alyce Faye Dorsey, dalla quale ebbe 3 figli, Jody, Billy e Molly, e dal 1979 fino alla morte con Julia Wright, dalla quale ebbe due figli.

## Filmografia parziale

### Cinema
- Fronte del porto (On the Waterfront), regia di Elia Kazan (1954) - non accreditato
- Splendore nell'erba (Splendor in the Grass), regia di Elia Kazan (1961)
- Missione in Oriente - Il brutto americano (The Ugly American), regia di George Englund (1963)
- Invito ad una sparatoria (Invitation to a Gunfighter), regia di Richard Wilson (1964)
- Nevada Smith, regia di Henry Hathaway (1966)
- Impiccalo più in alto (Hang 'Em High), regia di Ted Post (1968)
- Un uomo oggi (WUSA), regia di Stuart Rosenberg (1970)
- Il clan dei Barker (Bloody Mama), regia di Roger Corman (1970)
- Un piccolo indiano (One Little Indian), regia di Bernard McEveety (1973)
- Il caso Carey (The Carey Treatment), regia di Blake Edwards (1972)
- L'uomo nel mirino (The Gauntlet), regia di Clint Eastwood (1977)
- Coraggio... fatti ammazzare (Sudden Impact), regia di Clint Eastwood (1983)
- Chi più spende... più guadagna! (Brewster's Millions), regia di Walter Hill (1985)
- Brivido (Maximum Overdrive), regia di Stephen King (1986)
- Baby Boom, regia di Charles Shyer (1987)
- Batman, regia di Tim Burton (1989)
- Rischiose abitudini (The Grifters), regia di Stephen Frears (1990)
- Batman - Il ritorno (Batman Returns), regia di Tim Burton (1992)
- Pronti a morire (The Quick and the Dead), regia di Sam Raimi (1995)
- Batman Forever, regia di Joel Schumacher (1995)
- Bastard Out of Carolina, regia di Anjelica Huston (1996)
- Batman & Robin, regia di Joel Schumacher (1997)
- Segreti (A Thousand Acres), regia di Jocelyn Moorhouse (1997)
- I Muppets venuti dallo spazio (Muppets from Space), regia di Tim Hill (1999)
- Shaft, regia di John Singleton (2000)
- The Greatest Adventure of My Life, regia di Dorian Walker (2005)
- Two Tickets to Paradise, regia di D.B. Sweeney (2006)
- Ricky Bobby - La storia di un uomo che sapeva contare fino a uno (Talladega Nights: The Ballad of Ricky Bobby), regia di Adam McKay (2006)
- Waltzing Anna, regia di Doug Bollinger e Bx Giongrete (2006)
- The List, regia di Gary Wheeler (2007)
- Undoing Time, regia di Sheila Brothers e R.R. Gee (2008)

### Televisione
- The Alcoa Hour – serie TV, episodio 1x19 (1956)
- Alfred Hitchcock presenta (Alfred Hitchcock Presents) – serie TV, episodio 3x13 (1957)
- Ai confini della realtà (The Twilight Zone) – serie TV, episodio 4x15 (1963)
- Gli uomini della prateria (Rawhide) – serie TV, episodio 7x14 (1965)
- Cavaliere solitario (The Loner) – serie TV, 2 episodi (1966)
- A Man Called Shenandoah – serie TV, episodio 1x25 (1966)
- I giorni di Bryan (Run for Your Life) – serie TV, episodio 3x06 (1967)
- Cimarron Strip – serie TV, episodio 1x03 (1967)
- Squadra speciale anticrimine (The Felony Squad) – serie TV, episodio 2x17 (1967)
- Ai confini dell'Arizona (The High Chaparral) – serie TV, episodio 1x28 (1968)
- Bonanza – serie TV, episodio 11x03 (1969)
- Lancer – serie TV, episodio 2x11 (1969)
- Giovani avvocati (The Young Lawyers) – serie TV, episodio 1x17 (1971)
- Ironside – serie TV (1972)
- Le strade di San Francisco (The Streets of San Francisco) – serie TV, 2 episodi (1975-1976)
- Magnum, P.I. – serie TV, episodio 5x04 (1984)
- Disneyland - serie TV, 1 episodio (1986)
- Gli acchiappacattivi (Casebusters), regia di Wes Craven (1986)
- La signora in giallo (Murder, She Wrote) – serie TV, episodi 3x03-6x18-8x04 (1986-1991)
- Cin Cin (Cheers) – serie TV, episodio 11x18 (1993)
- Truman, regia di Frank Pierson – film TV (1995)
- Stephen King's Shining, regia di Mick Garris – miniserie TV (1997)

## Riconoscimenti
- Tony Award
  - 1958 – Miglior attore non protagonista in un'opera teatrale per Il buio in cima alle scale

## Doppiatori italiani
Nelle versioni in italiano delle opere in cui ha recitato, Pat Hingle è stato doppiato da:
- Renato Mori in Brivido, Per amore di Vera, Una bambina da salvare, Ricky Bobby - La storia di un uomo che sapeva contare fino a uno
- Glauco Onorato in Nevada Smith, Norma Rae, Batman Forever
- Mario Bardella in Chi più spende più guadagna, Baby Boom, Gli acchiappacattivi
- Gil Baroni in Un piccolo indiano, L'uomo nel mirino
- Giorgio Lopez in La signora in giallo (ep.3x03), Pronti a morire
- Gianni Musy in Batman & Robin, Segreti
- Mario Pisu in Splendore nell'erba
- Corrado Gaipa in Impiccalo più in alto
- Emilio Cigoli in Il clan dei Barker
- Sergio Tedesco in Un uomo oggi
- Giorgio Gusso in Coraggio... fatti ammazzare
- Carlo Bonomi in Magnum, P.I.
- Silvio Spaccesi in Batman
- Ugo Maria Morosi in Rischiose abitudini
- Vincenzo Ferro in Batman - Il ritorno
- Sandro Tuminelli ne Il fuggiasco
- Orlando Mezzabotta in Shining
- Mario Mastria in I Muppets venuti dallo spazio
- Giuseppe Fortis in La signora in giallo (ep.6x18)
- Giancarlo Padoan in La signora in giallo (ep. 8x04)
- Bruno Alessandro in Waltzing Anna

Da doppiatore è sostituito da:
- Giorgio Lopez in Alla ricerca della Valle Incantata